# Curvularia indica
Curvularia indica är en svampart som beskrevs av Subram. 1953. Curvularia indica ingår i släktet Curvularia och familjen Pleosporaceae.   Inga underarter finns listade i Catalogue of Life.